# Thamnobryum arbusculosum
Thamnobryum arbusculosum là một loài Rêu trong họ Neckeraceae. Loài này được (Müll. Hal. ex Thér.) H.A. Mill., H. Whittier & B. Whittier miêu tả khoa học đầu tiên năm 1978.